# Дуранго (Колорадо)
Вижте пояснителната страница за други значения на Дуранго.
Дуранго (на английски: Durango) е град в окръг Ла Плата, щата Колорадо, САЩ. Дуранго е с население от 18 465 жители (2017) и обща площ от 17,7 km². Намира се на 1988 m надморска височина. ZIP кодът му е 81301 – 81303, а телефонният му код е 970.